# Islas Straggle
Las islas Straggle o islas Llanquihue son un grupo de pequeñas islas de la Antártida. 
Fueron denominadas Llanquihue por la provincia chilena del mismo nombre, durante la Primera Expedición Antártica Chilena de 1947. Estas islas forman un cordón de islas de unas 8,5 millas de largo que se extiende en sentido N-S y a unas 2,5 millas al occidente de isla Larrouy, en canal Grandidier, costa oeste de la península Antártica.

## Reclamaciones territoriales
Argentina incluye a las islas en el departamento Antártida Argentina dentro de la provincia de Tierra del Fuego, Antártida e Islas del Atlántico Sur; para Chile forman parte de la comuna Antártica de la provincia Antártica Chilena dentro de la Región de Magallanes y de la Antártica Chilena; y para el Reino Unido integran el Territorio Antártico Británico. Las tres reclamaciones están sujetas a las disposiciones del Tratado Antártico.
Nomenclatura de los países reclamantes:
- Argentina: islas Straggle
- Chile: islas Llanquihue
- Reino Unido: Straggle Islands